# Warren Smith
Warren Smith (7 febbraio 1932 – 30 gennaio 1980) è stato un cantante statunitense.

## Biografia
Smith è nato nella Contea di Humphreys (Mississippi). Dopo essersi trasferito in Arkansas, venne contattato da Stan Kesler che lo portò alla Sun Records tramite un'audizione tenuta da Sam Phillips. I suoi primi successi furono Rock 'n' Roll Ruby, Ubangi Stomp e il classico Black Jack David.
Nel 1957 registra So Long, I'm Gone, una canzone scritta da Roy Orbison. Fa seguito una cover di Slim Harpo, ovvero Got Love If You Want It.
Nel 1960 firma un contratto con la Liberty Records e si rilancia con il brano I Don't Believe I'll Fall in Love Today.
Nell'agosto 1965 subisce gravi lesioni dopo un incidente automobilistico avvenuto in Texas. Si riprende dopo quasi un anno, quando il suo contratto con la Liberty era già scaduto. Fece diversi tentativi di riavviare la sua carriera, anche tramite la Mercury Records, ma la sua dipendenza da sostanze e da alcol lo frenarono. Venne anche condannato per aver rapinato una farmacia in Alabama.
Ritornò ad esibirsi negli anni '70 anche in Europa.
Nel 1980, a soli 47 anni, morì di infarto.

## Discografia parziale
- 1961 - The First Country Collection of Warren Smith
- 1978 - The Legendary Warren Smith
- 1980 - Memorial Album
- 1981 - The Last Detail